# Jardín de Hierbas Nunobiki

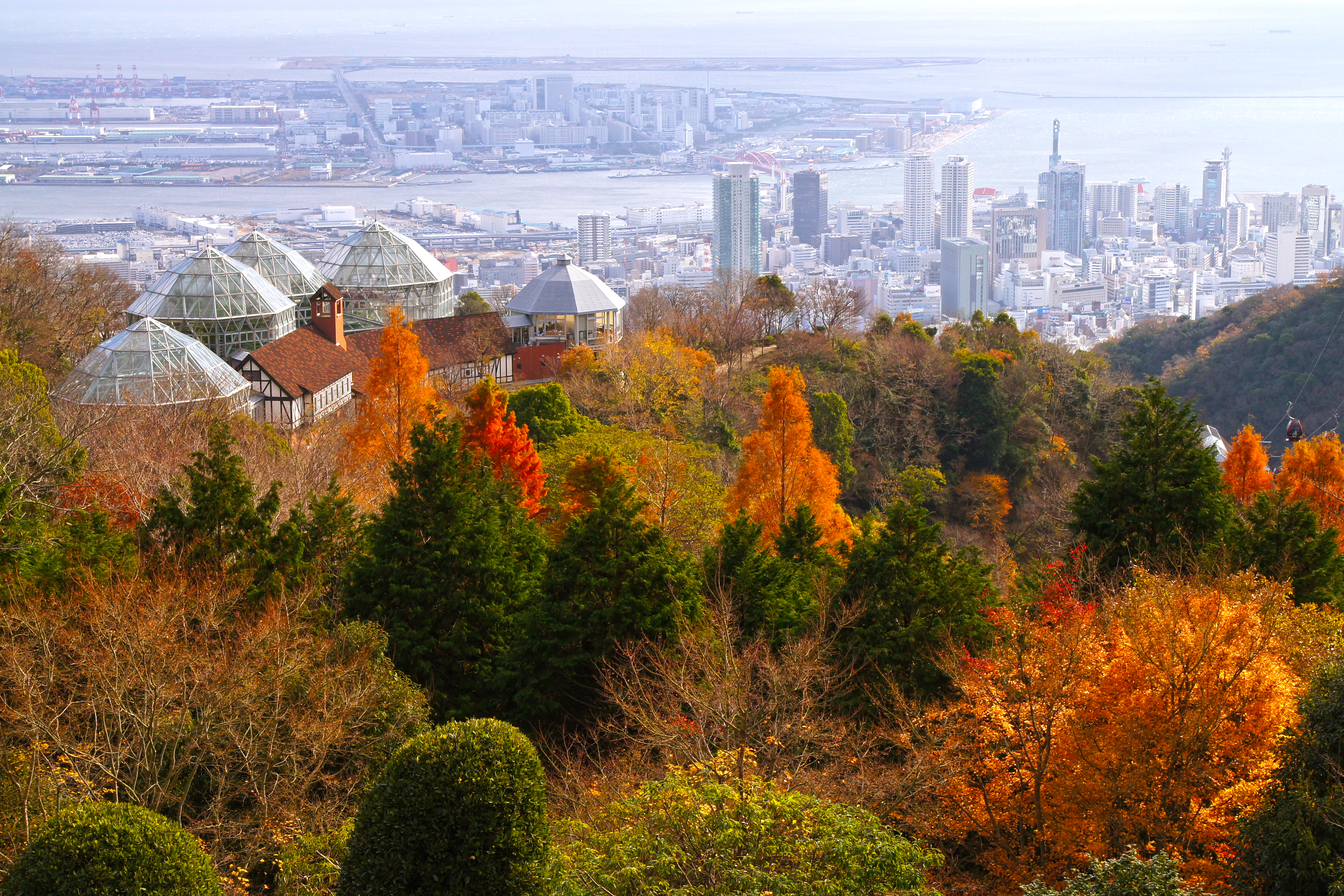
Los invernaderos del Jardín de Hierbas Nunobiki

El Jardín de Hierbas Nunobiki (en japonés: 布引ハーブ園) es un jardín botánico de unas 16 hectáreas de extensión situado en la falda del Monte Rokko en Kōbe, Japón.

## Localización
El Jardín de Hierbas Nunobiki se encuentra al pie del monte Rokko, con unas bonitas vistas sobre la bahía de Osaka y el puerto y la ciudad de Kōbe, Japón.
Se accede a su puerta principal en una caminata de unos A 40 minutos desde la "estación Shin Kobe", en el camino se puede disfrutar de un salto de agua denominado "Cascada Nunobiki".
- Teléfono: 078-271-1131

## Historia
Estos jardines se inauguraron el 23 de octubre de 1991.

## Colecciones
Sus colecciones de plantas se encuentran distribuidas en unas modernas estructuras de invernaderos y al aire libre.
Aquí se pueden admirar unas 75 000 plantas herbáceas de unas 200 especies diferentes.
En el recinto los visitantes pueden tomar una serie de lecciones de aromaterapia, cocina, arte o incluso asistir a un concierto, en el Mori-no-Hall, cada día. 